# 布伦丹·道勒
布伦丹·道勒（英語：Brendan Dowler，1968年1月31日—），澳大利亚男子轮椅篮球运动员。他曾代表澳大利亚参加2004年和2008年夏季残疾人奥林匹克运动会轮椅篮球比赛，获得一枚金牌和一枚银牌。